# Серапион (Полховский)
Епископ Серапион (Полховский; ум. в феврале 1704, Печерск) — епископ Русской православной церкви, епископ Могилёвский, Мстиславский и Оршанский.
Сведения о нём очень скудны. С 1672 года он упоминается в числе архимандритов Слуцкого Троицкого монастыря Минской епархии.
30 сентября 1697 года рукоположен в епископа Могилёвского, Мстиславского и Оршанского с оставлением в должности управляющего Слуцким монастырём.
Он как и многие его преемники во всей мере испытал на себе тяжесть гонения на Православие. Могилёв именовали не иначе как «гнездом схизмы».
Скончался в феврале 1704 года в загородном архиерейском доме Печерске (сегодня - в северо-западной части Могилёва) и погребён в Могилёве в архиерейской Преображенской церкви.